# Jessica Lange
Jessica Phyllis Lange (Cloquet, Minnesota, SAD, 20. travnja 1949.), američka glumica. Najpoznatije uloge ostvarila je u filmovima "Tootsie", "Plavo nebo" i "King Kong".

## Mlade godine
Rođena je 1949. godine u obitelji Alberta i Dorothy Lange, finskog i njemačkog te nizozemskog podrijetla kao treća od četvero djece. Studirala je na fakultetu u Minnesoti da bi ubrzo otišla u Pariz studirati glumu. Vratila se 1973., s 24 godine, u New York gdje je imala tečaj glume dok je radila kao konobarica i model.

## Karijera
Godine 1976. Dino De Laurentiis ju je angažirao u glavnoj ulozi u filmu „King Kong“ ali su kritike bile tako porazne da joj je to skoro uništilo karijeru. Ipak, s filmom „Poštar uvijek zvoni dvaput“ iz 1981. joj je uspio povratak. 
1982. je postala jedna od rijetkih glumica koje su nominirane za Oscara za dva filma u istoj godini, te koje su čak i osvojile kip. Nominirana je bila za glavnu ulogu u biografiji „Frances“, u kojoj je portretirala Frances Farmer, a osvojila je kip za najbolju sporednu glumicu u komediji „Tootsie“. Za potonji je osvojila i Zlatni globus. Nastavila je birati ambiciozne i snažne uloge tijekom 1980-ih, a izjavila je da joj je najdraža bila ona od country pjevačice Patsy Cline u filmu „Slatki snovi“. 1994. je za dramu „Plavo nebo“ osvojila svojeg drugog Oscara i treći Zlatni globus. 
1992. je nastupila na Broadwayu u predstavi „Tramvaj zvan čežnja“, da bi nakon toga često nastupala u kazalištu.
Lange je bila udata za fotografa Paco Grande od 1970. do 1981. Od 1982. je u vezi sa scenaristom i glumcem Samom Shepardom. Ima troje djece. To su; Alexandra (1981.), Hannah Jane (1985.) i Walker Samuel (1987.). Veleposlanica je dobre volje za UNICEF.
2011. godine po prvi put prihvaća ulogu u nekoj seriji. Glumi lik Constance Langdon u seriji imena Američka horor priča. Po završetku snimanja prve sezone, serija je produžena na novu sezonu (2012.), gdje je u prvi plan stavljen novi lik Sestre Jude, koji je igrala upravo Jessica. Serija ruši rekorde gledanosti, te je produžena i za treću sezonu (2013.), u kojoj Jessica igra lik vrhovne vještice Fione Goode.

## Filmografija
| Godina        | Naslov                                 | Uloga                  | Bilješke                                             |
| ------------- | -------------------------------------- | ---------------------- | ---------------------------------------------------- |
| 1976.         | King Kong                              | Dawn                   | Osvojen Zlatni globus                                |
| 1979.         | Sav taj jazz                           | Angelique              |                                                      |
| 1981.         | Poštar uvijek zvoni dvaput             | Cora Smith             |                                                      |
| 1982.         | Tootsie                                | Julie Nichols          | Osvojen Oscar i Zlatni globus, nominacija za BAFTA-u |
| 1982.         | Frances                                | Frances Farmer         | Nominacija za Oscar i Zlatni globus                  |
| 1984.         | Dužna zemlja                           | Jewell Ivy             | Nominacija za Oscar i Zlatni globus                  |
| 1985.         | Slatki snovi                           | Patsy Cline            | Nominacija za Oscara                                 |
| 1989.         | Glazbena kutija                        | Ann Talbot             | Nominacija za Oscara                                 |
| 1991.         | Rt Straha                              | Leigh Bowden           |                                                      |
| 1994.         | Plavo nebo                             | Carly Marshall         | Osvojen Oscar                                        |
| 1995.         | Rob Roy                                | Mary MacGregor         |                                                      |
| 2003.         | Krupna riba                            | Sandra K. Bloom        |                                                      |
| 2005.         | Slomljeno cvijeće                      | Carmen Markowski       |                                                      |
| 2011.         | Američka horor priča: Kuća ubojstava   | Constance Langdon      | TV serija, osvojen Zlatni globus, nagrada Emmy       |
| 2012.         | Zavjet                                 | Rita Thorntorn         |                                                      |
| 2012.         | Američka horor priča: Ludnica          | sestra Jude Martin     | TV serija, nominacije za Zlatni globus i Emmy        |
| 2013. – 2014. | Američka horor priča: Vještičja družba | Fiona Goode            | TV serija, osvojena nagrada Emmy                     |
| 2014.         | Kockar                                 | Roberta                |                                                      |
| 2014. – 2015. | Američka horor priča: Cirkus nakaza    | Elsa Mars              | TV serija                                            |
| 2016.         | Horace i Pete                          | Marsha                 | Web serija                                           |
| 2016.         | Slučajne bogatašice                    | Maddie                 |                                                      |
| 2017.         | Svađa: Bette i Joan                    | Joan Crawford          | TV serija                                            |
| 2018.         | The Lonely Doll                        | Edith Stevenson Wright |                                                      |

## Vanjske poveznice
- IMDb profil